# Gaetano Collotti
Po tržaški policijski postaji se je odlikoval aprila 1943, ko je povsem sam [1] sodeloval v streljanju na slovenske partizane, pri čemer je enega ubil, drugega ranil in tretjega ujel. Po 8. septembru se je pridružil Italijanski socialni republiki. Pri dvaindvajsetih letih je namestnik komisarja za inšpektorat za javno varnost v Trstu s približno 180 možmi [2]. V posebnem preiskovalnem uradu za boj proti nasprotnikom fašističnega režima uporablja brutalne metode zasliševanja, kot so primeri mučenja v "Vili Triste" [3]. "Villa Triste" je bila vila, ki se je nahajala prek Bellosguarda n.8 [3] in je bila naseljena s strani judovske družine, a je bila po razglasitvi rasnih zakonov opuščena. Zahtevali so ga fašisti, uporabljal ga je kot sedež inšpektorata in imel Giuseppea Guelija kot poveljnika. Collotti ustvarja tako imenovani "Banda Collotti": poleti 1944 večkrat in več dni je "Banda Colotti" usmrtil civiliste, tako da so jih vrgli v vodnjak rudnika na Basovizzi. [4]